# Vítejte v KLDR!
Vítejte v KLDR! je dokumentární film režisérky Lindy Jablonské, pojednávající o turistickém zájezdu Čechů do Severní Koreje v roce 2008. Turistická skupina je zachycena na rozmanitých místech (na prohlídce Pchjongjangu, v knihovně, muzeu, na korejské hranici či při různých kulturních programech), účastníci popisují svoje dojmy a názory na prostředí totalitního státu, ve kterém se ocitli.
Snímek získal nominaci na Českého lva 2009 v kategorii dokumentárních filmů.

## Recenze
- Jaroslav Sedláček, Aktuálně.cz[1]
- Tomáš Bacovský, Filmweb.cz [2]